# János Lukács
János Lukács (* 29. Januar 1935 in Püspökszenterzsébet, Komitat Baranya) ist ein ehemaliger ungarischer Politiker der Partei der Ungarischen Werktätigen MDP (Magyar Dolgozók Pártja) sowie schließlich der Ungarischen Sozialistischen Arbeiterpartei MSZMP (Magyar Szocialista Munkáspárt), der unter anderem ZK-Sekretär war. Am 22. Mai 1988 wurde er zum Mitglied des Politbüro des ZK der MSZMP gewählt und gehörte diesem obersten Führungsgremium der Ungarischen Sozialistischen Arbeiterpartei bis zum 12. April 1989 an.

## Leben
Der aus einer Arbeiterfamilie stammende Lukács war nach der Schulausbildung als Maurer tätig und arbeitete zwischen 1950 und 1954 beim staatlichen Bauunternehmen Komlói Állami Építőipari Vállalat. Während dieser Zeit trat er 1953 der Partei der Ungarischen Werktätigen MDP (Magyar Dolgozók Pártja) bei und wurde 1954 Sekretär der Union der Arbeiterjugend DISZ (Dolgozó Ifjúság Szövetsége) in diesem Staatsunternehmen. 1957 wurde er Sekretär des KISZ (Magyar Kommunista Ifjúsági Szövetség), dem Jugendverband der aus der MDP hervorgegangenen Ungarischen Sozialistischen Arbeiterpartei MSZMP (Magyar Szocialista Munkáspárt) in der Stadt Komló.
Danach war Lukács zwischen 1961 und 1964 zunächst Sekretär und danach von Erster Sekretär des KISZ im Komitat Baranya und gehörte außerdem dem Exekutivkomitee des KISZ an. Während dieser Zeit absolvierte er Studien an der Hochschule des Komsomol in Moskau sowie der Parteihochschule des MSZMP und wurde nach deren Abschluss 1972 Sekretär für Parteiorganisation und Parteiverwaltung der MSZMP-Stadtleitung von Pécs. Danach fungierte er zwischen 1975 und dem 8. März 1980 als Erster Sekretär der MSZMP-Stadtleitung von Pécs, der fünftgrößten Stadt Ungarns.
Im Anschluss übernahm Lukács am 8. März 1980 die Funktion als Erster Sekretär der MSZMP im Komitat Baranya und bekleidete diese bis zum 1. Juli 1987. Am 27. März 1980 wurde er während des XII. Parteikongresses Mitglied der Arbeitsgruppe für die Bauindustrie und auf dem darauf folgenden XIII. Parteikongress am 18. März 1985 zum Mitglied des Zentralkomitees (ZK) der MSZMP gewählt.
Auf einem ZK-Plenum erfolgte am 23. Juni 1987 seine Wahl zum ZK-Sekretär für Parteiorganisation und war als solcher auch Vorsitzender der Arbeitsgruppe für Jugend und Partei. Am 22. Mai 1988 wurde er zum Mitglied des Politbüro des ZK der MSZMP gewählt und gehörte diesem obersten Führungsgremium der Ungarischen Sozialistischen Arbeiterpartei bis zum 12. April 1989 an. Auf einem weiteren ZK-Plenum wurde er im Dezember 1988 Vorsitzender der Kommission für Personalpolitik sowie der Politischen Kommission. Auf einer Plenumssitzung des ZK am 12. April 1989 verlor er seine Mitgliedschaft im Politbüro und im Juni 1989 auch seine Funktion als ZK-Sekretär für Organisation sowie seinen Sitz im ZK der MSZMP.